# بيير جولي
بيير جولي (و. 1798 – 1865 م) هو مصور، وdaguerreotypist ‏ من جمهورية جنيف، وفرنسا، ولد في فراونفيلد، توفي في باريس، عن عمر يناهز 67 عاماً.